# カミロ・デ・レリス
カミロ・デ・レリス（イタリア語:Camillo de Lellis、英語:Camillus de Lellis、1550年5月25日-1614年7月14日）はカトリック教会の司祭。看護修道会の祖として知られる。
日本語表記としてイタリア語から聖カミロ・レリス、聖カミロ、英語から聖カミルスとも呼ばれる。本項では以下、カミロと記述する。

## 生涯

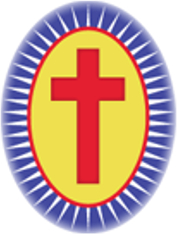
カミロ修道会の紋章

カミロが埋葬されたマグダラの聖マリア教会（ローマ）

カミロは、1550年5月25日にナポリ王国ブッキアーニコ（現在のイタリア共和国アブルッツォ州キエーティ県ブッキアーニコ）で産まれた。カミロを出産した時に母は50歳近かったと伝えられている。父はナポリ王国とフランス王国のそれぞれで陸軍士官を勤めており、めったに家に帰ってくることはなかった。カミロは父に似て短気であった。母の死後、カミロは父の下で兵役に就き、ヴェネツィア共和国、オスマン帝国と戦った。
父の死と脚への負傷が原因となり1575年に退役（この脚の負傷は、生涯にわたってカミロを悩ませることになる）。カミロはカプチン・フランシスコ修道会の建物を造る労働者の1人として雇われる。カミロは攻撃的な性格と賭博好きであったが、ある修道士がカミロの優れた側面を見出した。修道士の勧告、説教はカミロの心に浸透し、カミロは跪いて過去の罪深い生活の赦しを祈り求めた。カミロはカプチン・フランシスコ修道会に入ることを望んだが、2度拒否され、ローマのサン・ジャコモ病院に勤める。
サン・ジャコモ病院では、カミロは長年の習慣であった賭博や飲酒といった悪癖を克服し、病人たちへの献身的な看護を行った。カミロは、病人達にとって病院が不完全であることを感じ、地元で有名であった聖フィリッポに相談を行った。聖フィリッポは病人の肉体だけではなく霊魂も看護すべきとし、カミロに司祭となることを薦めた。
カミロは34歳で司祭になり、1586年に2人の同志と共に「病人のしもべ」(英: Ministers to the Sick,羅: Ordo Clericorum Regularium Ministrantium Infirmis)という修道会を創立する。1591年にはローマ教皇シクストゥス5世から正式な承認を受けた。カミロ修道会の始まりである。カミロ修道会の会員は肩や胸に赤い十字架を着用する規則があり、これが後の赤十字運動の源泉となる。カミロ修道会の実践した看護方法は、病人への新鮮な空気、伝染病患者の隔離、正しい食事療法など現在の看護手法にも通じるところがある。イタリア半島中の大きな病院のほとんどにカミロ修道会から修道士たちが派遣され、戦場にも負傷兵看護のために派遣された。こういった実績が賛同され組織の規模が拡大すると共に出資者なども増えていった。
1607年にカミロ修道会の会長職を辞すも、自身は病人や囚人の世話を続けた。1613年からカミロ修道会の新しい会長と共にイタリア各地の病院を視察旅行していたが病を患い、視察旅行中に倒れ、1614年7月14日にローマで息を引き取り、ローマ市内のマグダラの聖マリア教会に埋葬された。

## 死後の評価
ローマ教皇ベネディクトゥス14世は、1742年にカミロを列福し、1746年に列聖した。1886年にはレオ13世により病人および病院の、1930年にはピウス11世により、看護師の守護聖人にあげられた。

### 聖カミロを守護聖人とするコムーネ
聖カミロを守護聖人とするコムーネと聖名祝日を以下に挙げる。
- ブッキアーニコ - 7月15日
- ルマルツォ - 9月第2月曜日

## 書籍
- 『聖カミロ伝 : 看護修道会の祖、赤十字の先駆者』 マーチンデール著、小田部胤明翻訳、中央出版社（現サンパウロ）、1951年
- 『愛の看護人‐聖カミロの生涯』 栗栖ひろみ著、サンパウロ、2003年11月 ISBN 978-4805600535

## 関連
- カミリアン病院